# 朝日奈藍
朝日奈 藍（あさひな あい、1989年12月8日 - ）は、東京都出身のタレント、モデル、歌手。アイドルユニット「白星☆ウィクトーリア」のメンバー。2015年10月までの旧名は瑠優（るう）。株式会社カロスエンターテイメント所属。

## 人物
- 2008年5月、渋谷トーアエンターテイメントにて芝居のレッスンを始める。
- 趣味は、パチスロ・麻雀・ビリヤード・ダーツ・アニメ鑑賞・コスプレ・フィギュア集め。
- 特技は、着物着付(5級)・テニス・スノーボード
- 歌手・作詞作曲家でもある美樹克彦の長女[1][2][3]。
- 男装ユニット「1682」(いろはに)のメンバーとしても活動している。活動時の名前は「月見夜零」(つきみや れい)。
- 月見夜零として、1682-いろはに-、眞緒とのヴィジュアル系バンド、シェリー(旧名 継続セッション・シェリー酒)のメンバーとしても活動を開始。

## 出演・経歴
- 舞台『亜細亜象演劇卸売市場』（2008年）
- 「週プレの扉」レギュラー出演（2013年）
- ファーストデジタル写真集『MILK』（2013年5月）
- 第8回「コスホリック」（2013年）
- デジタル写真集『本当にデカップ「豊乳QUEEN」』（2014年2月）
- DVD「第二回麻雀アイドル女王決定戦 予選 I」（アムモ、2014年3月7日）
- DVD「ガチ打ち!脱衣麻雀闘魂バトル 予選 I」（アムモ、2014年4月25日）
- サンスポアイドルリポーター5期候補生（2015年11月 - 2016年1月）
- ソロ1stシングル「YOSAKOI ENARGY」（2015年11月26日） ※iTunesにて発売
- 野球をコンセプトに2015年10月に結成されたアイドルユニット「白星☆ウィクトーリア」に加入（2016年9月）
- ソロ2ndシングル「シンママ応援華」（2017年2月16日） ※iTunesにて発売
- DVD「あい Colour」（アイドル発掘製作委員会、2017年5月19日）
- MV【ふたりの人生】[4](2022年4月13日）

### 白星☆ウィクトーリアの活動
- 2016年、東京ドームライブ出演
- 千葉ロッテマリーンズQVCマリンフィールドにてライブ出演
- 2017年、FM秋葉原の番組に出演
- 2017年2月、千葉テレビ「KAYO絆トレンディ」番組収録企画（白星☆ウィクトーリア定期公演ライブ）
- TV：CSスカパー「ドクター浜ロン」出演
- TV：CSスカパー「アイ情♡生診断DNA」出演
- TV：テレビ埼玉「ウタ娘」出演
- ラジオ：「渋谷クロスFM」出演
- 日本女子プロ野球リーグ・アイドルサマーフェスティバル2018（2018年8月13日、京セラドーム大阪）[5]

### ディスコグラフィー
- 配信シングル「存在証明」(2023年2月9日)